# Akira Kitaguchi
Akira Kitaguchi, född 8 mars 1935 i Osaka prefektur, Japan, är en japansk tidigare fotbollsspelare.